# Distretto di Ilabaya
Il distretto di Ilabaya è un distretto del Perù, facente parte della provincia di Jorge Basadre, nella regione di Tacna.